# Tamássy Zdenko

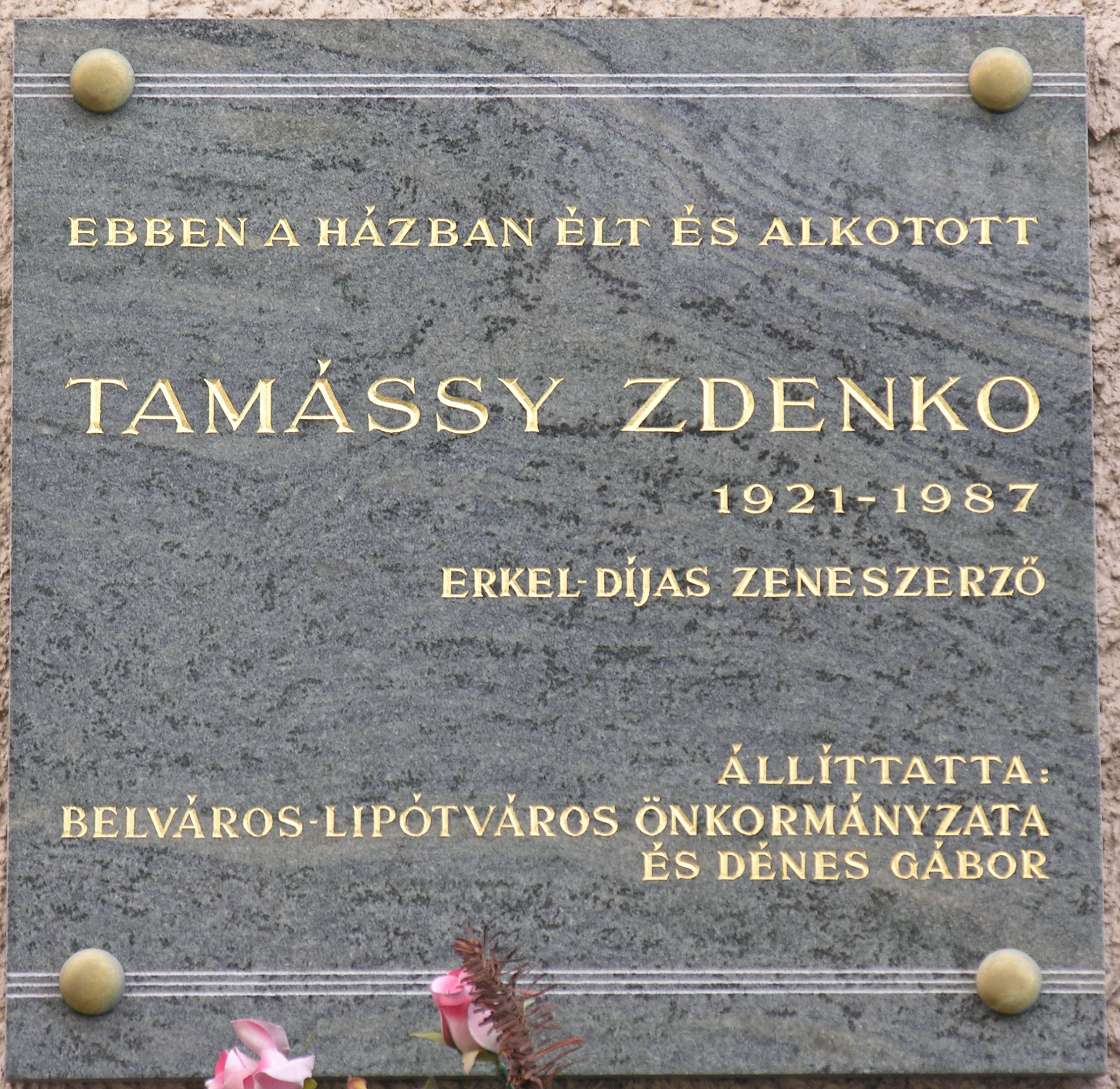
Emléktáblája egyik lakóhelyén, az V.kerületi Markó utca 6A falán

Tamássy Zdenko (gyakran magyarosan Zdenkó) (Vezseny, 1921. szeptember 6. – Budapest, 1987. június 9.) Erkel Ferenc-díjas és eMeRTon-díjas magyar zeneszerző. Ilosvay Rózsi színésznő és Tamássy (Leitner) Pál földbirtokos, zeneszerző fia.

## Élete
Előadóművésznek készült. 1940–1946 között végezte el a Liszt Ferenc Zeneművészeti Főiskola zongora szakán Böszörményi-Nagy Béla, az ütőhangszeresen Roubal Rezső növendéke volt. Zeneszerzést Kókai Rezső osztályában tanult. 
A Magyar Rádiónál helyezkedett el. 1953–54-ben a Zenei Osztály vezetője, később a Könnyűzenei Osztály lektora és a Sanzon és Táncdal Bizottság elnöke volt. Szécsi Pál énekesnek, S. Nagy István szövegére írta a Kőbölcső, Dalos László szövegére a Micsoda nő című táncdalokat, Fenyvesi Gabinak, Szenes Iván szövegére a Mi ebből a tanulság?, Psota Irénnek, Darvas Szilárd szövegére az Én nem akarok mindenáron férjhez menni című számot. 
A kifejező hangulatok invenciózus mestere, dallamos, lírai szépségű muzsikája számos rádió-operettben, zenés játékban csendült fel (Százszorszép, 1956; Álomkastély, 1962 stb.) De  igazi műfaja a filmzene volt.1951-től Kollányi Ágoston népszerű-tudományos rövidfilmjeinek kísérőzenéjét írta. 
A játékfilm műfajban Fábri Zoltán Hannibál tanár úr c. filmjének zenei aláfestésével mutatkozott be. 1958-tól dolgozott a Magyar Televízió számára is. Itt került a közönség elé művei közül több rövidfilm is, melynek zenéit Tamássy Zdenko jegyzi: például a Menyegző és a Falusi idill, de tévéjátékokhoz is írt zenéket. Szabó István felkérésére a Mephisto, illetve a  Redl ezredes c. filmekhez komponált kísérőzenét. Ő volt többek között a Régi idők focija,  A szeleburdi család, az Illetlenek, az Ismeri a szandi mandit? és a Palacsintás király című nagy sikerű filmek zeneszerzője is. Színházi produkciókhoz is írt zenéket.
Munkásságát 1966-ban Erkel Ferenc-díjjal is elismerték.
1987. június 9-én hunyt el. A Farkasréti temetőben helyezték örök nyugalomra.

„Tamássy jeles dallamakotói leleménnyel és színes, változatos harmóniavilággal rendelkezett. Hangszerelése áttört volt, kerülte a harsogást, válogatott a hangszínekben. Műveit igényesség jellemezte”

– Németh Amadé

Unokaöccse: Palásti Pál zenei szerkesztő, a Magyar Televízió örökös tagja.

## Műveiből
- Szigligeti ribillió (daljáték, librettó: Nadányi Zoltán, 1959
- A ház közbeszól (zenés komédia, librettó: Királyhegyi Pál, Darvas Szilárd, 1960)
- Joe bácsi (zenés komédia, librettó: Baróti Géza, Garai Tamás, Dalos László, 1961)
- Álomkastély (zenés vígjáték, librettó: Baróti Géza, Garai Tamás, Dalos László, 1962)
- Egymillió fontos bankjegy (revü-komédia Mark Twain nyomán, librettó: Kállai István, Erdődy János, 1962)
- Fő a vendég (zenés játék, librettó: Baróti Géza, Garai Tamás, Dalos László, 1963)
- A boldogságra jól vigyázz (zenés komédia, librettó: Rácz György, S. Nagy István, 1964)
- Haldoklás habbal (zenés tragikomédia, librettó: Kopányi György, 1965)
- Hotel Amerika („operettriport”, librettó: Baróti Géza, Garai Tamás, Dalos László, Fővárosi Operettszínház, 1965. november 19.)
- Énekóra (operakomédia Karinthy Frigyes nyomán, librettó: Romhányi József, 1966)
- Női különítmény (zenés komédia Ambrus Zoltán nyomán, librettó: Mándy Iván, Dalos László, 1967)
- Életre-halálra (zenés dráma, szöveg: Bondy Endre, 1968)
- Barbara tejbár (zenés játék Rejtő Jenő nyomán, librettó: Semsei Jenő, Rudnay Gábor, 1968)
- Hotel Szerelem (zenés vígjáték Carlo Goldoni nyomán, librettó: Bedő István, Gyökössy Zsolt, 1969)
- Jóreggelt boldogság! (zenés játék Alekszej Nyikolajevics Arbuzov nyomán, librettó: Elbert János, Brand István, 1971)
- Baranyi Ferenc: Vendégek (vígopera) (1975)
- Baranyi Ferenc–Tamássy Zdenkó: Olasz vendéglő (vígopera) (1985)
- Raics István: Csipkerózsika (mesejáték)
- Károlyi Amy–Grimm fivérek: Hófehérke és a hét törpe (Bábjáték) (Állami Bábszínház)
- Ronald Harwood: Az öltöztető (a Madách Színház Kamaraszínházának előadása az  Egyetemi Színpadon, 1980) zeneszerző: Tamássy Zdenko
- L. Frank Baum: Óz a nagy varázsló (bábjáték)
- Benedek András: Százszorszép (bábjáték) (Állami Bábszínház)
- Beszterczei János–Füsi József: Hüvelyk Matyi (Bábjáték) (Állami Bábszínház)

## Filmográfia
- Aggtelek (1955)
- A szánkó (1955)
- Hannibál tanár úr (1956)
- Nem igaz (1956)
- Több, mint játék (1956)
- Dani (1957)
- A nagyrozsdási eset (1957)
- Vacsora a Hotel Germániában (1958)
- Próbáld meg daddy! (1959)
- Menyegző (1962)
- Falusi idill (1962)
- Hagymácska (1962)
- Május (1963)
- Fáklyaláng (1963)
- Menazséria (1964)
- Hűség (1964)
- Kocsonya Mihály házassága (1965)
- A vörös vendégfogadó (1965)
- Svéd gyufa (1965)
- Kristóf, a magánzó (1965)
- Három történet a romantikáról (1965)
- A nagyfülü (1965)
- Viharban (1966)
- Kártyások (1966)
- Énekóra (Zenés TV Színház) (1966)
- Búcsú a kikötőben (1966)
- Énekes madár (1966)
- Mélyrétegben (1967)
- A ravaszdi leányzó és az IBUSZ vendégek (1967)
- Bohóc a falon (1967)
- Jaguár (1967)
- Malva (1968)
- Cseppben a tenger (1968)
- Bors A papagáj akció című rész (1968)
- A kormányzó (1968)
- Vigyori (1968)
- Aranyszoba (1968)
- Diákszerelem (1968)
- Ismeri a szandi mandit? (1969)
- Szemüvegesek (1969)
- Tisztújítók (1970)
- Szerencsés álmokat (1970)
- Só Mihály kalandjai (1970)
- Kisasszonyok a magasban (1970)
- A fehér kór (1970)
- Szeressétek Odor Emiliát! (1970)
- A revizor (1970)
- Régi idők mozija (1971)
- Sárika, drágám! (1971)
- Végre hétfő (1971)
- Vidám elefántkór (1971)
- A legszebb férfikor (1972)
- Az élet szerelmese (1973)
- Tűzoltó utca 25. (1973)
- Régi idők focija (1973)
- A palacsintás király (1973)
- Utazás a holdba (1974)
- Ősbemutató (1974)
- A bohóc felesége (1974)
- Örökzöld fehérben feketében 2. (Zenés TV Színház) (1974)
- Vendégek (Zenés TV Színház) (1974)
- Svédcsavar (1975)
- Finish: Avagy Álmom az életem túlélte (1975)
- Asszony a viharban (1975)
- Autó (1975)
- Őszi versenyek (1975)
- Barátom Bonca (1976)
- Herkulesfürdői emlék (1976)
- Csaló az üveghegyen (1976)
- Labirintus (1976)
- Tükörképek (1976)
- Kántor Külvárosi őrszoba című rész (1976)
- Le a cipővel! (1976)
- Csongor és Tünde (1976)
- Illetlenek (1977)
- Gabi (1977)
- A kard (1977)
- Budapesti mesék (1977)
- A fantasztikum betör a detektívregénybe, avagy Daibret felügyelő utolsó nyomozása (1977)
- Apám néhány boldog éve (1977)
- Volt egyszer egy színház (1977)
- Csutak a mikrofon előtt (1977)
- Drága kisfiam (1978)
- A Zebegényiek (1978)
- Vakáció a halott utcában (1978)
- BUÉK! (1978)
- Szerelem (1979)
- Ússzatok, halacskák! (1980)
- Bolondnagysága (1980)
- A hiba nem az almában van (1981)
- Boldog születésnapot, Marilyn! (1981)
- Mephisto (1981)
- A szeleburdi család (1981)
- Optimisták (1981)
- Waterlooi csata (1982)
- Szívzűr (1982)
- Három szabólegények (1982)
- Viadukt (1983)
- Talpra, Győző! (1983)
- Buborékok (1983)
- Tizenhat város tizenhat leánya (1983)
- Olasz vendéglő (Zenés TV Színház) (1984)
- Különös házasság (sorozat) (1984)
- A rágalom iskolája (1984)
- Boszorkányszombat (1984)
- Legyél te is Bonca! (1984)
- Az élet muzsikája – Kálmán Imre (1984)
- Az idegen gyermek (1985)
- Redl ezredes (1985)
- A zöld torony (1985)
- Embriók (1985)
- Hajnali háztetők (1986)
- A fantasztikus nagynéni (1986)
- A falu jegyzője (1986)
- Isten veletek, barátaim (1987)
- Illatszertár (1987)
- Csinszka (1987)
- Hanussen (1988)

## Díjai
- Erkel Ferenc-díj (1966)
- EMeRTon-díj (1987, posztumusz)